# 高琮凱
高琮凱（1980年12月13日—），台湾導演、男演員，2016年擔任民視青春校園劇《我的老師叫小賀》的導演。

## 家庭
2017年9月11日《我的老師叫小賀》殺青酒公布與小16歲女演員賴慧如結婚，並在2017年誕下女兒。2018年3月17日舉行婚禮。2020年9月跟女演員賴慧如證實離婚了。

## 作品

### 導演作品
| 年份   | 頻道   | 劇名                      |
| 2014年 | 騰訊   | 《初戀女友俱樂部》導演    |
| 2014年 | 中視   | 《月亮上的幸福》副導演    |
| 2015年 | 三立   | 《思慕的人》執行導演      |
| 2016年 | 民視   | 《我的老師叫小賀》導演    |
| 2017年 | 台視   | 《牡丹花開》外景導演      |
| 2018年 | 騰訊   | 《人不彪悍枉少年》B組導演 |
| 2018年 | 騰訊   | 《紳探》B組導演           |
| 2018年 | 騰訊   | 《外星女生柴小七》導演    |
| 2019年 | 騰訊   | 《旗袍美探》B組導演       |
| 2020年 | 芒果TV | 《離人心上》導演          |
| 2020年 | 愛奇藝 | 《贅婿》B組導演           |
| 2021年 | 優酷   | 《不會戀愛的我們》導演    |
| 2022年 | 騰訊   | 《外星女生柴小七二》導演  |
| 2023年 | 多平台 | 《與鳳行》聯合導演        |
| 2024年 | 騰訊   | 《大奉打更人》導演        |
| 2025年 | 騰訊   | 《折腰》導演              |
| 2025年 | 待播   | 《與晉長安》導演          |

### 演員作品
| 年份   | 頻道 | 劇名               |
| 2016年 | 民視 | 《我的老師叫小賀》 |

## 外部連結
- 高琮凱 個人臉書
- 高琮凱的Instagram帳戶